# جامعة بشاور
جامعة بشاور (بالاردية:جامعۂ پشاور) هي جامعة تقع في بشاور في الباكستان. أسست سنة 1950 م.